# Paradise Lost (álbum de Paradise Lost)
Paradise Lost es el décimo disco de la banda británica de metal gótico Paradise Lost. Fue publicado en 2005 y producido por Rhys Fulber, habiendo sido su grabación el año anterior en los Chapel Studios de Los Ángeles.
El disco incluye muchas variaciones según sea su edición. Así, por ejemplo, en la versión alemana hay dos mixes de cuerdas de los temas Don't belong y Over the madness, así como el vídeo del primer sencillo, Forever after. La edición inglesa incluye los temas extra Let me drown y A side you'll never know. En otras ediciones digipack del álbum se incluyeron otros temas extra como Through the silence y Sanctimonious you.
Entre los colaboradores durante la grabación se encontraron Heather Thompson, de la banda Tapping the Vein, quien fue acompañante durante la anterior gira y que prestó su voz para los coros del sencillo Forever after y de Over the madness. En el sencillo también se incluyeron los coros de Leah Randi (bajista y corista ocasional de varias bandas).
El disco ha pasado desapercibido tanto para los fanes como para la banda, declarando Nick Holmes en una entrevista por internet, que este álbum no estaba entre sus cinco preferidos de la banda. Sonoramente, es una continuación sin demasiadas diferencias con Symbol of Life, conservando aunque disminuyendo los elementos industriales del disco mencionado.

## Canciones
1. Don't belong - 4:18
2. Close your eyes - 4:19
3. Grey - 3:26
4. Redshift - 3:26
5. Forever after - 3:36
6. Sun fading - 3:25
7. Laws of cause - 4:08
8. All you leave behind - 2:58
9. Accept the pain - 3:21
10. Shine - 4:06
11. Spirit - 4:18
12. Over the madness - 5:17

## Músicos
- Nick Holmes - Voz
- Greg Mackintosh - Guitarra
- Aaron Aedy - Guitarra rítmica
- Steve Edmondson - Bajo
- Jeff Singer - Batería
- Leah Randi - Coros en Forever after
- Heather Thompson - Segunda voz en Forever after y Over the madness

- Datos: Q2297207